# Aglaiocercus berlepschi
El silfo de Berlepsch  o colibrí coludo de Venezuela (Aglaiocercus berlepschi) es una especie de ave apodiforme de la familia Trochilidae (los colibríes) perteneciente al género Aglaiocercus. Es endémico del noreste de Venezuela.

## Distribución y hábitat
Es una especie endémica cuya área de distribución se limita a una pequeña zona al noreste de Venezuela, al este de la cordillera de la Costa en el cerro Turimiquire hasta el oeste del valle de San Antonio y en la cordillera de Caripe en las fronteras de los estados de Sucre, Monagas y Anzoátegui.
Esta especie es considerada localmente común en sus hábitats naturales: las laderas costeras, matorrales y ambientes boscosos en la zona montañosa subtropical en altitudes entre 1450 a 1800 m.

## Estado de conservación
El silfo de Berlepsch había sido listado como «amenazado de extinción» por la Unión Internacional para la Conservación de la Naturaleza (IUCN) hasta el año 2023 en que fue re-calificado como «vulnerable» debido a su muy pequeña zona de distribución, estimada entre 3000 y 4200 km2 y a la lenta pero continua degradación y pérdida de hábitat.

## Descripción
Los machos miden 22 cm de longitud incluyendo la cola, que puede llegar a alcanzar los 15 cm de longitud. Su plumaje es de color verde iridiscente, con un parche azul en el cuello, mientras que las plumas rectrices de su cola son de color violeta que tienden al azul hacia sus puntas. Las hembras tienen una cola mucho más corta que los machos y su longitud total no suele rebasar los 11 cm. Su plumaje es similar al del macho, salvo por poseer una corona de color azul en el píleo y cuello, pecho y vientre de color blanco.

## Sistemática

### Descripción original
La especie A. berlepschi fue descrita por primera vez por el ornitólogo alemán Ernst Hartert en 1898 bajo el nombre científico Cyanolesbia berlepschi; su localidad tipo es: «Cumaná, Venezuela».

### Etimología
El nombre genérico masculino «Aglaiocercus» se compone de las palabras del griego «aglaia» que significa ‘esplendoroso’, ‘hermoso’, y «kerkos» que significa ‘cola’; y el nombre de la especie «berlepschi», conmemora al ornitólogo alemán Hans von Berlepsch (1850–1915).

### Taxonomía
Los límites de las especies dentro del género Aglaiocercus han sido fluidos y controvertidos en el pasado; en un extremo se consideró que todos los taxones representaban especies separadas, incluyendo la presente y las actualmente especies hermanas Aglaiocercus kingii y A. coelesteis y algunos otros actualmente tratados como subespecies de A. kingii (como emmae, caudatus y mocoa), y en otro extremo como siendo todos conespecíficos con A. kingii. Recién en el año 2004, la presente especie fue reconocida como separada de A. kingii, en la Propuesta No 144 al Comité de Clasificación de Sudamérica (SACC). Es monotípica.